# Sông Nin Xanh

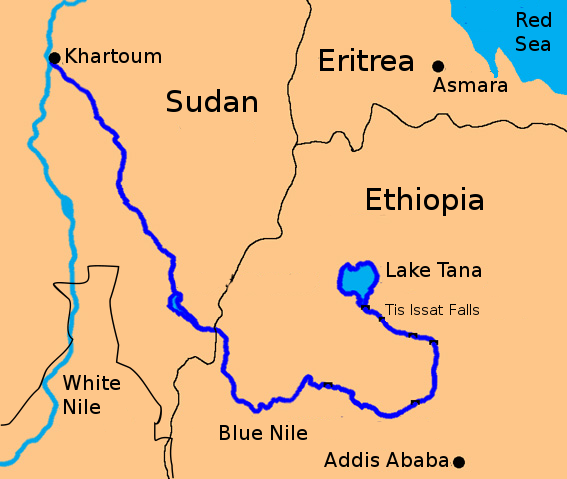
Bản đồ Nin Xanh

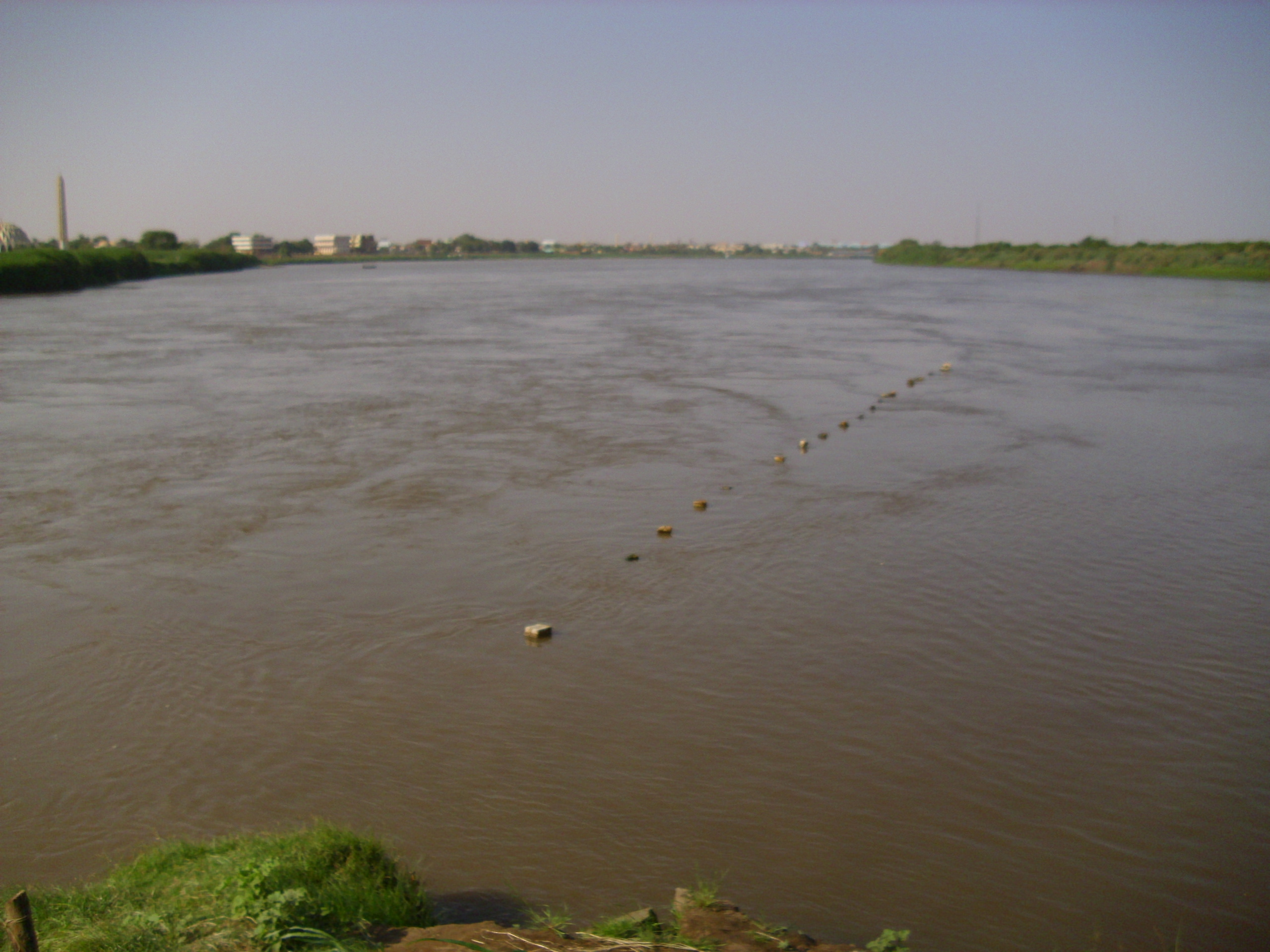
Chỗ hợp lưu của Nin Xanh và Nin Trắng tại Khartoum

Nin Xanh (Amharic: ዓባይ}}; chuyển tự: ʿAbbai, tiếng Ả Rập: النيل الأزرق; chuyển tự: an-Nīl al-Āzraq) là một dòng sông bắt nguồn từ Hồ Tana tại Ethiopia. Cùng với Nin Trắng, đây là một trong hai phụ lưu chính của Sông Nin. Phần thượng lưu của Nin Xanh được gọi là Abbay trên đất Ethiopia, nơi nhiều người vẫn coi nó là dòng sông linh thiêng, và tin rằng đây là Sông Gihon chảy qua Vườn Eden trong sách Sáng thế 2 (đa số người Ethiopia theo Kitô giáo).

## Dòng chảy
Theo tài liệu của Cơ quan Thống kê Trung ương Ethiopia, Nin Xanh có tổng chiều dài 1.450 kilômét (900 mi), trong đó 800 km (500 mi) chảy trên đất Ethiopia. Nin Xanh chảy chủ yếu về phía nam lúc nó mới chảy từ Hồ Tana ra và sau đó đi về phía tây băng qua Ethiopia rồi theo hướng tây bắc tới Sudan. Sau khoảng 30 kilômét (19 mi) từ nguồn ở Hồ Tana, sông chảy vào một hẻm núi dài khoảng 400 kilômét (250 mi). Hẻm núi này là một trở ngại lớn cho việc di chuyển và thông tin từ nửa phía bắc của Ethiopia xuống nửa còn lại ở phía nam. Sức mạnh của Nin Xanh có thể lên đến đỉnh tại Thác Tis Issat, với độ cao 45 mét (148 ft) nằm cách 40 kilômét (25 mi) xuôi dòng theo Hồ Tana.